# Dario Frigo
Dario Frigo, född 18 september 1973 i Saronno, Varese, är en italiensk före detta professionell tävlingscyklist. Han var professionell åren 1996–2005 för Saeco, Tacconi Sport och Fassa Bortolo.

## Karriär
Dario Frigo vann två etapper på Giro d'Italia, 2001 respektive 2003. Han vann även den 142 kilometer långa 17:e etappen mellan Aime och Cluses under 2002 års Tour de France. Hans främsta placering i sammandraget på en Grand Tour kom då han slutade 7:a på Giro d'Italia 2003.
Frigo var framgångsrik på enveckors-etapplopp vilket han visade genom att vinna Paris–Nice 2001 samt Romandiet runt 2001 och 2002. 2002 blev Frigo även nationsmästare i tempodisciplinen.
Frigos karriär fick ett abrupt slut 2005 då hans fru Susanna Frigo stoppades av polisen inför etapp 11 på Tour de France med tio doser EPO i bilen vilket ledde till att paret arresterades för olaga innehav av förbjudna substanser. Paret fick senare varsin villkorlig fängelsedom på sex månader av en domstol i Albertville. Frigo hade liknande problem redan 2001 då han uteslöts ur Giro d'Italia efter det att polisen funnit dopningsprodukter i hans ägo.

## Meriter
Giro d'Italia
2 etapper
Tour de France
1 etapp
Paris–Nice – 2001
Romandiet runt – 2001, 2002
Züri Metzgete – 2002
Subida a Urkiola – 2002
 Nationsmästerskapens tempolopp – 2002
Setmana Catalana de Ciclisme – 2003
Volta a la Comunitat Valenciana – 2003

### Resultat i Grand Tours
| Grand Tour      | 1996 | 1997 | 1998 | 1999 | 2000 | 2001 | 2002 | 2003 | 2004 | 2005 |
| --------------- | ---- | ---- | ---- | ---- | ---- | ---- | ---- | ---- | ---- | ---- |
| Giro d'Italia   | 84   | 14   | 42   | X    | 13   | X    | 10   | 7    | –    | –    |
| Tour de France  | –    | X    | –    | –    | –    | –    | 25   | –    | –    | X    |
| Vuelta a España | –    | –    | X    | X    | –    | –    | –    | 21   | –    | –    |

X = Bröt loppet

## Stall
- Saeco 1996–1999
- Fassa Bortolo 2000–2001
- Tacconi Sport 2002
- Fassa Bortolo 2003–2005